# Sándor Jemnitz
Sándor Jemnitz   (Budapest, 9 d'agost de 1890 - Balatonföldvár, 8 d'agost de 1963), fou un músic hongarès.
Va fer els seus estudis al Conservatori de Leipzig tenint per mestres a Max Reger i Karl Straube. Va residir quasi sempre en la seva ciutat natal, havent-se assenyalat no tan sols per la seva tasca pedagògica, sinó també com a musicòleg i compositor, havent-se de mencionar entre les seves obres publicades un Preludi, pasacarrer i fuga, per a orgue; una sonata per a piano, dues per a violí i piano, una altra per a violoncel i piano, una altra per a violoncel sol, i diversos lieders i peces per a piano.